# Vroege zandbij
De vroege zandbij (Andrena praecox) is een vliesvleugelig insect uit de familie Andrenidae. De wetenschappelijke naam van de soort is voor het eerst geldig gepubliceerd in 1763 door Scopoli.